# Les Combarelles
Les Combarelles – jaskinia z prehistorycznymi malowidłami naskalnymi, znajdująca się na terenie gminy Les Eyzies-de-Tayac-Sireuil w departamencie Dordogne w południowo-zachodniej Francji. Od 1902 roku posiada status monument historique, w kategorii classé (zabytek o znaczeniu krajowym).

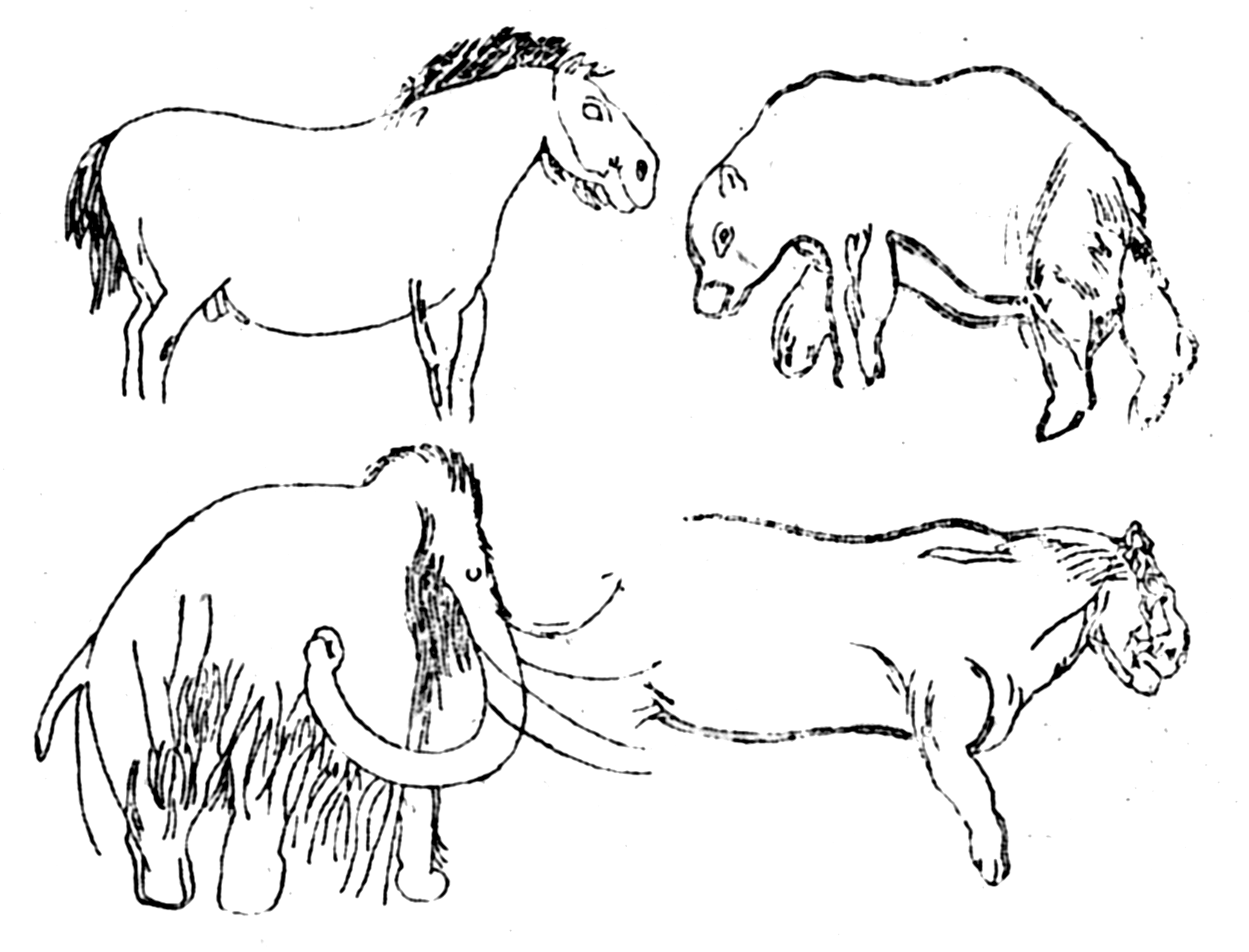
Przykładowe malowidła z jaskini: koń, niedźwiedź jaskiniowy, mamut, lew jaskiniowy

Długa, wąska jaskinia mierzy ponad 240 m długości. Składa się z dwóch korytarzy połączonych wspólnym wejściem i przedsionkiem, który w przeszłości był używany przez okoliczną ludność jako stajnia. Wnętrze jaskini zaczęto badać dopiero w latach 90. XIX wieku, odnajdując prehistoryczne narzędzia kamienne. Malowidła na ścianach lewego korytarza odkrył w 1901 roku Jean Pommarel.
Malowidła pochodzą ze środkowego okresu kultury magdaleńskiej (ok. 14000–12000 p.n.e.). Przedstawiają postaci antropomorficzne oraz zwierzęta, wśród których dominuje motyw konia, żubra, mamuta, niedźwiedzia jaskiniowego i renifera. Pojedyncze malowidła przedstawiają nietypowe dla sztuki prehistorycznej wizerunki lisa, ryby i węża.